# Tigre maltais
Le Tigre bleu, ou Tigre Maltais, serait une sous-espèce de tigre dont l'existence n'est pas établie scientifiquement. Les rumeurs de son existence proviennent de quelques signalements dans la province chinoise du Fujian. Il aurait une fourrure bleuâtre avec des rayures gris foncé. La plupart des tigres maltais signalés réfèrent à une population de tigres de la Chine du Sud. Toutefois l'existence de ce tigre bleu est remise en cause et relèverait du domaine de la cryptozoologie.
Les tigres de Chine du Sud sont aujourd'hui en danger critique d'extinction en raison de leur utilisation illégale et continue dans la médecine traditionnelle chinoise. La rareté des allèles bleus peut également être un des facteurs de sa disparition.[réf. nécessaire]
Le terme Maltais (maltese) viendrait du fait que de nombreux chats à robe bleue vivant sur l'île de Malte (chat maltais), l'adjectif maltais serait utilisé pour désigner leur couleur, par extension.

## Génétique

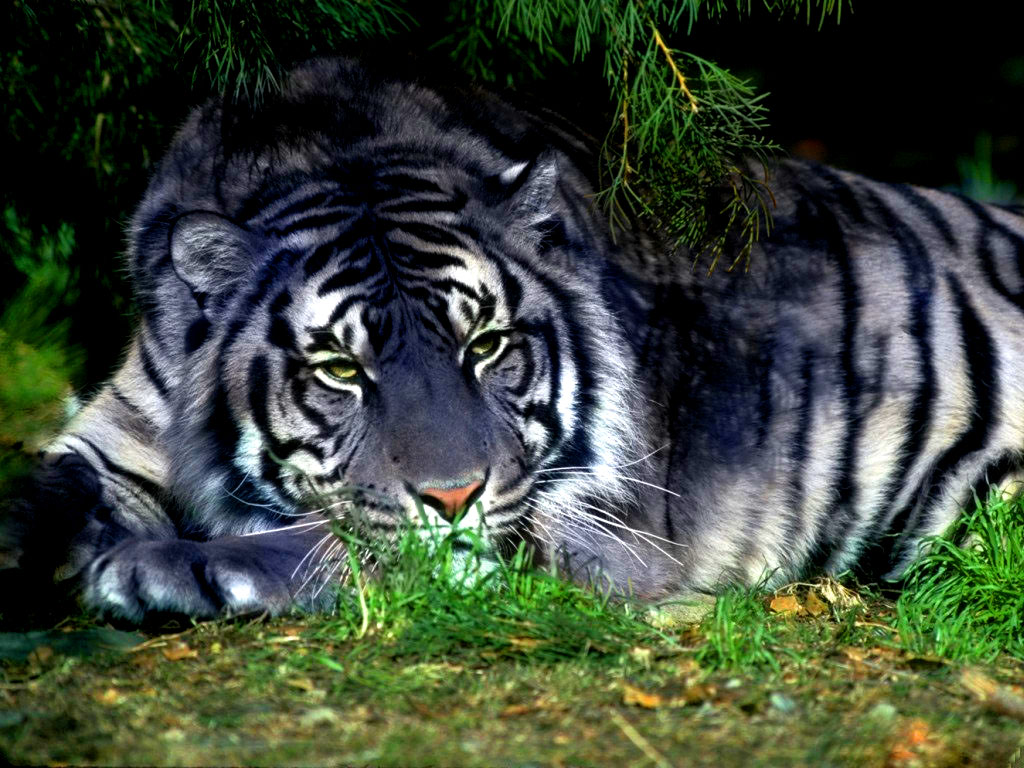
Tigre bleu

Un argument en faveur de l'existence possible des tigres bleus est l'existence des chats à robe bleue tels que le Bleu russe. De plus, des pumas et lynx bleus ont également été signalés et il existe des mutations et des combinaisons génétiques qui donnent à la fourrure une teinte bleutée ou tout du moins une allure nuance gris-bleu.
Dans son livre Mystery Cats around the world, le cryptozoologue britannique Karl Shuker suggère que les tigres bleus possèderaient deux paires d'allèles récessifs, non-agouti (s/s) et dilué (d/d), dont la combinaison engendrerait une couleur gris-bleu marquée similaire à celle du Bleu Russe. Toutefois cette combinaison ne produirait pas les rayures noires qui ont été décrites pour les tigres maltais.
Pour une fourrure bleue rayée de noir, la production de phéomelanine devrait probablement être supprimée (la fourrure passerait d'orangée à grisée) mais l'agouti doit être conservé (pour obtenir des rayures plus foncées); un hypermélanisme serait probablement aussi impliqué, pour obtenir un animal dont le ventre ne serait pas blanc, conformément aux observations rapportées par Harry Caldwell dans son livre Blue Tiger. Un tel génotype existe chez les panthères : il conduit à un animal gris-bleu avec des tâches gris foncé. En prenant en compte les conditions d'éclairage, cette hypothèse produit donc un animal qui correspond à l'individu observé par Caldwell.

### Traduction
- (en) Cet article est partiellement ou en totalité issu de l’article de Wikipédia en anglais intitulé « Maltese_tiger » (voir la liste des auteurs).